# Liste de projets enregistrés par Steve Albini

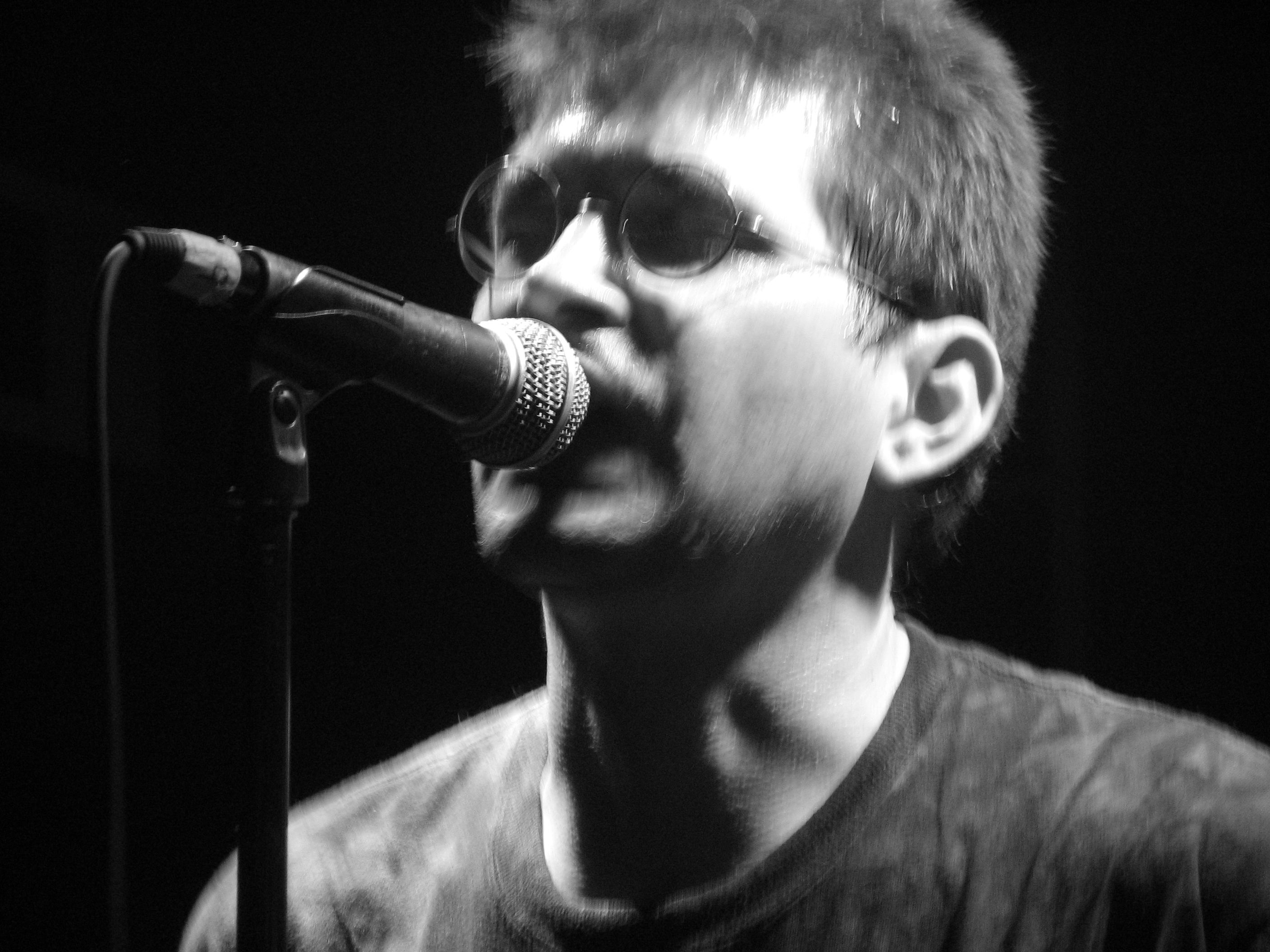
Steve Albini

Steve Albini est un musicien et ingénieur du son reconnu dont les nombreux projets d'enregistrements ont exercé une grande influence dans le domaine de la musique indépendante. Depuis 1997, bon nombre de ses projets ont été enregistrés aux studios Electrical Audio à Chicago.
La liste est classée chronologiquement par année de réalisation. Elle est incomplète.

## Big Black, 1982-1987
- Big Black - Lungs EP - (1982)[1]
- Big Black - Bulldozer EP -  (1983)[2]
- Big Black - Racer-X EP  - (1984)
- Big Black - The Hammer Party - (1985)
- Big Black - "Il Duce/Big Money" -  7” (1986)[3]
- Big Black - Atomizer - (1986)[4]
- Big Black - "Rema Rema" - (1984)
- Big Black - "Heartbeat" - 7"
- Big Black - Headache - EP
- Big Black - The Rich Man's Eight Track Tape - 1994
- Big Black - "He's a Whore/The Model" - 7"
- Big Black - The Incredibly Corporate Whorish Big Black Interview Album - (1987)
- Big Black - Songs About Fucking - (1987)
- Big Black - Pigpile - MC/CD/VHS  (1992)

## 1985-1989
- Dark Arts - A Long Way from Brigadoon (1985) (sorti sur le label d'Albini Ruthless Records)[5]
- Urge Overkill - Strange, I... (1986) (Albini est crédité sous le nom de "Li'l Weed")[6]
- Blatant Dissent - Hold the Fat LP, Dreams 7" (1986) (crédité sous le nom de "Robert Earl Hughes")
- Slint - Tweez (1987) (crédité comme "some fuckin' derd niffer") [7]
- Pixies - Surfer Rosa (1987)[8]
- Urge Overkill - Jesus Urge Superstar (1988)[9]
- The Membranes - Kiss Ass...Godhead! (1988)[10]
- Bitch Magnet - Star Booty (1988)[11] (mixage uniquement mais crédité comme producteur)
- Tar - Play to Win 7" (1988)
- Rapeman - Two Nuns and a Pack Mule (1988)[10]
- Tar - Handsome EP (1989)[12]
- Ut - Griller (1989)[13]
- The Jesus Lizard - Pure (1989)[14]
- Sixteen Tons - 4 Songs (1989)
- Wreck – Wreck 12" EP (1989)[10]
- Bliss – Grafted to an elbow LP (1989)[11]
- Pussy Galore - Dial M for Motherfucker (1989)

## 1990
- The Breeders - Pod [15]
- Flour - Luv 713 [16]
- Sixteen Tons - Headshot
- The Jesus Lizard - Head [17]
- Tad - Salt Lick/God's Balls [18]
- Tad - Wood Goblins[19]
- Whitehouse - Thank Your Lucky Stars (1990) (coproduit avec William Bennett)[20]
- Wreck - Soul Train[10]
- Pigface - Gub (Albini joue également de la guitare, de la basse, et de l'oscillateur sur certaines pistes)[21]
- Sludgeworth - Sludgeworth[22]
- Tad - Loser b/w Cooking With Gas[23]
- The Wedding Present -  Bizarro [US][10]
- Poster Children - Daisychain Reaction[10]

## 1991
- Cath Carroll - England Made Me[24]
- Cheer-Accident - Dumb Ask
- The Didjits - Full Nelson Reilly (Albini est mentionné sous le nom de Reggie Stiggs)
- Poster Children - Flower Plower[25]
- Sandy Duncan's Eye - Sandy Duncan's Eye[10]
- Zeni Geva - Total Castration[26]
- The Wedding Present - Seamonsters[27]
- The Mark of Cain - Incoming[28]
- The Jesus Lizard - Goat (non crédité)[29]
- Chris Connelly - Whiplash Boychild (Albini est mentionné comme assistant ingénieur; il a également joué de la guitare)[30]
- Superchunk - No Pocky For Kitty (non mentionné)[31]
- Wreck - House of Boris [32]
- Tar - Jackson LP[33]
- Volcano Suns - Career in Rock
- The Mark of Cain - Unclaimed Prize[10]

## 1992
- Things That Fall Down - Disbelief[34]
- Various artists - Follow Our Trax, Vol. 8: Another Disc, Another Planet[10]
- Various artists - Mesomorph Enduros[35]
- Bewitched - Harshing My Mellow[36]
- Jon Spencer Blues Explosion - Jon Spencer Blues Explosion[37]
- The Jesus Lizard - Liar (non mentionné)[38]
- Helmet - Meantime (chanson "In The Meantime" enregistrée par Albini ; mixé par Andy Wallace)[39]
- Failure - Comfort (en)[40]
- Braindamage - Signal de Revolta[41]
- Zeni Geva -  Nai-Ha[42]
- Murder, Inc. - Murder, Inc.[43]
- Crain - Speed[44]
- Union Carbide Productions - Swing[45]
- Whitehouse - Twice Is Not Enough (piste "Neronia" uniquement; coproduit avec William Bennett)[46]
- Dis - - Ed Was Solace/Girl Song. Single of the Moment #3[47]
- Dis - Small Fry Sessions 1 & 2[47]
- The Jon Spencer Blues Explosion - Crypt-Style[48]
- Fugazi - In On The Kill Taker (Démo)[49]

## 1993
- Various artists - 1993 Mercury Music Prize: Shortlist Sampler[10]
- Jawbreaker - 24 Hour Revenge Therapy[10]
- Various artists - The Beavis and Butt-Head Experience[50]
- Zeni Geva - Desire for Agony[51]
- Silkworm - His Absence Is a Blessing (single)[10]
- Shellac - The Rude Gesture: A Pictorial History 7"
- Shellac - Uranus 7"
- Don Caballero - "Our Caballero" b/w "My Ten Year Old Lady Is Giving It Away"  (face A uniquement, non mentionné)
- Don Caballero - "ANDANDANDANDANDANDANDANDANDAND" b/w "First Hits" (non mentionné)
- Don Caballero - For Respect[52] (non mentionné)
- Craw - Craw[53] (non crédité)
- Crow - My Kind Of Pain[54]
- Nirvana - In Utero[55]
- PJ Harvey - Rid of Me (Albini a tout enregistré sauf une chanson)[56]
- Usherhouse - Molting[10]
- Shadowy Men on a Shadowy Planet - Sport Fishin'[10]
- Tar - Toast
- Various artists - Whip[10]
- Zeni Geva - All Right You Little Bastards (album live, Albini joue de la guitare)[57]
- Scrawl - Velvet Hammer[58]
- Scrawl - Your Mother Wants To Know[59]
- Zeni Geva - Autofuck[60]
- PJ Harvey - Man-size[10]
- DQE - But Me, I Fell Down[10]
- Crain - Heater[10]

## 1994
- Space Streakings - 7-Toku (mixage uniquement)[61]
- Dazzling Killmen - Face of Collapse [62]
- Whitehouse - Halogen (coproduit avec William Bennett)[10]
- Silkworm - In the West[10]
- Shellac - The Bird Is the Most Popular Finger 7"
- Shellac - At Action Park
- Various artists - Insurgent Country, Vol. 1: For a Life of Sin[10]
- Silkworm - Libertine[63]
- The Jesus Lizard - Down[64]
- Craw - Lost Nation Road[10]
- Crow - My Kind of Pain[10]
- Morsel - Noise Floor[65]
- Brise-Glace - When in Vanitas (non mentionné)[66]
- Various artists - You Got Lucky: Tom Petty Tribute[10]
- Six Finger Satellite - Machine Cuisine
- johnboy - Claim Dedications (Trance Syndicate)[67]
- Melt-Banana - Speak Squeak Creak[68]
- Dis - M386.D57[47]
- Steel Pole Bath Tub - Some Cocktail Suggestions[10]

## 1995
- Uzeda - 4[69]
- Faucet - Bleeding Head[10]
- Lizard Music - Fashionably Lame[10]
- Zeni Geva - Freedom Bondage[70]
- Killdozer - God Hears the Pleas of the Innocent[71]
- Various artists - Homage: Lots of Bands Doing Descendents's Songs[10]
- Gaunt - I Can See Your Mom From Here[10]
- Superchunk - Incidental Music 1991-95[10]
- Various artists - Insurgent Country, Vol. 2: Hell-Bent[10]
- Screeching Weasel - Kill the Musicians[72]
- 18th Dye - Tribute To A Bus[73]
- The Fleshtones - Laboratory of Sound[74]
- The Drovers - Little High Sky Show[10]
- Martians - Low Budget Stunt King[10]
- Various artists - Means to an End: The Music of Joy Division[75]
- Gastr del Sol - Mirror Repair EP[76]
- Tar - Over and Out[77]
- The Amps - Pacer[10] (non crédité, pas toutes les chansons)
- Sloy - Plug[78]
- Man or Astro-man? - Project Infinity[10]
- Whitehouse - Quality Time (coproduit avec William Bennett)[10]
- Tony Conrad - Slapping Pythagoras[79]
- Palace Brothers - Viva Last Blues
- Yona-Kit - Yona-Kit[80]
- Burning Witch - Towers...[81]
- Oxbow - Let Me Be a Woman[82]
- Melt-Banana - Scratch or Stitch[83]
- Sloy - Pop (pistes 1 et 2)[84]
- Various artists - Bad Sun Rising II[85]
- Alternative TV - Radio Sessions[10]
- Tortoise - Rhythms, Resolutions & Clusters[10]
- Palace Music - Viva Last Blues[10]

## 1996
- The Auteurs - After Murder Park[86]
- Palace Music - Arise Therefore[87]
- Rosa Mota - Bionic[88]
- Robbie Fulks - Country Love Songs[88]
- Big'n - Discipline Through Sound[89]
- Silkworm - Firewater[90]
- Bodychoke - Five Prostitutes[91]
- A Minor Forest - Flemish Altruism (Constituent Parts 1993-1996)[92]
- Phono-Comb - Fresh Gasoline[93]
- Brainiac - Hissing Prigs in Static Couture[94]
- Dis- - Historically Troubled Third Album[88]
- Splendorbin - Stealth
- Stinking Lizaveta - Hopelessness & Shame[88]
- Various artists - In Defense of Animals, Vol. 2[88]
- Union - In Terminus GA, 1997[88] (certaines voix et pistes enregistrées par by David Barbe)
- Various artists - Jabberjaw Compilation, Vol. 2: Pure Sweet Hell[88]
- Fred Schneider - Just Fred[95]
- Smog - Kicking a Couple Around EP[96]
- Mandingo - Macho Grande[88]
- Cheer-Accident - Not a Food[88]
- Ativin - Pills Vs. Planes[97]
- Sloy - Planet of Tubes[98]
- Bush - Razorblade Suitcase[99]
- Dazzling Killmen - Recuerda (trois chansons uniquement)[100]
- The Mark of Cain - Rock & Roll[88]
- Various artists - Shots in the Dark[88]
- Nirvana - Singles [101]
- Shakuhachi Surprise - Space Streakings Sighted Over Mount Shasta[102]
- Les Thugs - Strike[103]
- Bush - "Swallowed" single[104]
- Hubcap - Those Kids Are Wierd[105]
- Low - Transmission EP (Albini a également contribué sur certaines illustrations)[106]
- Scrawl - Travel On, Rider[88]
- Guided by Voices - Under the Bushes Under the Stars[88] (deux chansons seulement, créditées à "Fluss")
- Vent 414 - Vent 414[107]
- Killdozer & Ritual Device - When the Levee Breaks[88]
- Veruca Salt - Blow It Out Your Ass It's Veruca Salt[108]
- Oxbow - Insylum[109]
- Various artists - The Lounge Ax Defense & Relocation Compact Disc[110]
- Tortoise - A Digest Compendium of the Tortoise's World[88]

## 1997
- Shellac - The Futurist
- Bokomolech - Jet Lag, LP[111]
- Cheap Trick - "Baby Talk" avec "Brontosaurus" single[112]
- Cheap Trick - réenregistement non-édité de In Color
- Darling Little Jackhammer - Criminally Easy To Please
- Ein Heit - Lightning and the Sun[88]
- Great Unraveling - Great Unraveling[88]
- Various artists - Jackal (Original soundtrack)[88]
- Oxbow - Serenade in Red[113]
- Pegboy - Cha Cha Damore[114]
- Pixies - Death to the Pixies 1987-1991[115]
- P.W. Long's Reelfoot - We Didn't See You on Sunday[116]
- Silkworm - Developer[117]
- Solar Race - Homespun
- Spider Virus - Electric Erection[88]
- Storm & Stress - Storm & Stress[118]
- Various artists - Guide to Fast Living, Vol. 2
- Dianogah - As Seen From Above[119]

## 1998
- Pansy Division - Absurd Pop Song Romance[120]
- Pedro, Muriel & Esther - The White To Be Angry
- The Jon Spencer Blues Explosion - ACME[121]
- The Jon Spencer Blues Explosion - Calvin (EP)[122]
- The Young Dubliners - Alive Alive O[88]
- Silver Apples - Beacon[123]
- Shellac - Terraform
- Uzeda - Different Section Wires[124]
- Silkworm - Even a Blind Chicken Finds a Kernel of Corn: 1990-199[88]
- Eclectics - Idle Worship[88]
- Will Oldham - Little Joya[88]
- Pansy Division - More Lovin' From Our Oven[88]
- Plush - More You Becomes You[88]
- Whitehouse - Mummy and Daddy (piste "Private" uniquement)[125]
- Dirty Three - Ocean Songs[126]
- The Sadies - Precious Moments[127]
- Various artists - Smash Your Radio: Jump Up! Sampler[88]
- Bert - Bert (Pinebox Records)
- Cordelia's Dad - Spine[128]
- The Ex - Starters Alternators[129]
- The Traitors - Traitors[88]
- Dirty Three - Ufkuko[130]
- Joel RL Phelps and the Downer Trio - 3
- Jimmy Page & Robert Plant - Walking into Clarksdale[131]
- Mount Shasta - Watch Out[132] (mentionné sous le nom de "Debbie Albini")
- Vandal X - Songs from the heart[133]
- Bedhead - Transaction de Novo[88]
- .22 - Watertown EP
- Silkworm - Blueblood[88]

## 1999
- Naked Raygun - All Rise [Réédition][88]
- Teenage Frames - 1% Faster
- Fun People - Art of Romance[88]
- Chisel Drill Hammer - Chisel Drill Hammer[88]
- Early Lines - Are Tired Beasts[134]
- Filibuster - Deadly Hifi[88]
- Jon Spencer Blues Explosion - Emergency Call from Japan[88]
- Neurosis - Times of Grace[135]
- The Bollweevils - History of the Bollweevils, Vol. 2[88]
- Distortion Felix - I'm an Athlete[88]
- Ensimi - BMX
- Ballydowse - The Land, the Bread and the People[88]
- Murder, Inc. - Locate Subvert Terminate: The Complete Murder Inc.[136]
- Nina Nastasia - Dogs (en) (1999, réédité en 2004)[137]
- Neutrino - Motion Picture Soundtrack[88]
- Chevelle - Point #1
- Various artists - Poor Little Knitter on the Road: A Tribute to the Kni[88]
- The Sadies - Pure Diamond Gold[88]
- Nine Inch Nails - Fragile[88]
- Low - Secret Name[88]
- Don Caballero - Singles Breaking Up (Vol. 1)[88] (non mentionné, seulement cinq chansons)
- Ativin - Summing the Approach[88]
- Pezz - Warmth & Sincerity[88]
- Hosemobile - What Can & Can't Go On[138]
- Jon Spencer Blues Explosion - Xtra Acme USA[88] (seulement sept chansons)
- Dragbody - Flip The Kill Switch[139]
- Phoenix Thunderstone - Phoenix Thunderstone[88]
- Jon Spencer Blues Explosion - Talk About The Blues[140]
- Jon Spencer Blues Explosion - Heavy 7"[141]

## 2000
- Will Oldham & Rian Murphy - All Most Heaven[88]
- Various artists - Best Anthems... Ever![139]
- Cinerama - Disco Volante[142]
- Laura Borealis - Funderful[139]
- Burning Witch - Crippled Lucifer[139]
- Thrush Hermit - Great Pacific Ocean[139]
- Will Oldham - Guarapero: Lost Blues 2[139]
- Don Caballero - American Don (mentionné comme "le propriétaire d'Electrical Audio")[143]
- Silkworm - Lifestyle[139]
- Jon Spencer Blues Explosion - "Magical Colours" [144]
- Shellac - 1000 Hurts
- Shannon Wright - Maps of Tacit[139]
- Neurosis - Sovereign[145]
- Man or Astro-man? - Spectrum of Infinite Scale[139]
- Flogging Molly - Swagger[146]
- The Bomb (en) - Torch Songs[147]
- Caesar - Leaving Sparks
- Robbie Fulks - Very Best of Robbie Fulks[139]
- Destro 1 - Start the whole mechanical sequence
- Dianogah - Battle Champions[148]
- Cheer-Accident - Salad Days[149]
- Tanger - Tanger[139]

## 2001
- Early Lines - Hate the Living, Love the Dead
- Zeni Geva - 10,000 Light Years[150]
- Robbie Fulks - 13 Hillbilly Giants[139]
- The Bottletones - Adult Time[139]
- Meat Joy - Between the Devil and the Deep[139]
- Robbie Fulks - Couples in Trouble[139]
- Whitehouse - Cruise (piste "Public" uniquement)[151]
- Joan of Arse - Distant Hearts, a Little Closer[152]
- The Ex - Dizzy Spells[153]
- Pigface - Best of Pigface: Preaching to the Perverted[139]
- Shannon Wright - Dyed in the Wool[154]
- The Traitors - Everything Went Shit: Lost and Collected Tracks[139]
- Danielson Famile (en) - Fetch the Compass Kids (en)[155]
- Labradford - Fixed::Context[156]
- Cinerama - Health and Efficiency[157]
- Double Life - III Song EP[139]
- XBXRX - Gop Ist Minee[158]
- Chestnut Station - In Your Living Room[139]
- The Wedding Present - Bizarro [Camden Deluxe Bonus Tracks][139]
- Mogwai - My Father, My King[159]
- The New Year - Newness Ends[160]
- Owls - Owls[161]
- Hero of a Hundred Fights - Remote the Cold[139]
- Various artists - Rough Trade Shops: 25 Years[139]
- Neurosis - A Sun That Never Sets[162]
- Low - Things We Lost in the Fire[163]
- Sonna - We Sing Loud Sing Soft Tonight[164]
- Edith Frost - Wonder Wonder[165]
- The Frames - For the Birds[139]
- Point 22 - Worker[139]
- Loraxx - Yellville[166]
- Rye Coalition - ZZ Topless/Snowjob[139]
- The Pagans - Shit Street[139]
- Honey for Petzi - Heal all monsters
- The Black Lungs  - album non sorti

## 2002
- Living Things - Bomb Below[167]
- Brick Layer Cake - Whatchamacallit[168]
- Various Artists - All Tomorrow's Parties 2.0: Shellac Curated[139]
- Glen Meadmore - Cowboy Songs for Little Hustlers
- Nina Nastasia - Blackened Air[169]
- Flogging Molly - Drunken Lullabies[170]
- Jawbreaker - Etc.[139]
- Various Artists - Brain in the Disc: Disc B[139]
- Plush - fed[171]
- Goatsnake/Burning Witch - Goatsnake/Burning Witch (split)[172]
- Silkworm - Italian Platinum[173]
- Giddy Motors - Make It Pop[174]
- Mclusky - McLusky Do Dallas[175]
- Various Artists - Membranaphonics[139]
- Rye Coalition - On Top[176]
- Portastatic - Perfect Little Door[139]
- Milemarker - Satanic Versus[177]
- The Quarterhorse - I was on fire for you
- Bellini - Snowing Sun[178]
- Sonic Mook Experiment - Sonic Mook Experiment 2: Future Rock & Roll[139]
- Beachbuggy - Sport Fury[179]
- The Ghost - This Is a Hospital[139]
- Nirvana - Nirvana[139]
- Bloodlet - Three Humid Nights in the Cypress Trees[139]
- Vermillion - Flattening Mountains and Creating Empires
- The Breeders - Title TK[180]
- Cinerama - Torino[181]
- Cordelia's Dad - What It Is[182]
- Adrian Crowley - When You Are Here You Are Family[183]
- Godspeed You! Black Emperor - Yanqui U.X.O.[184]
- 54-71 - enClorox
- Zu - Igneo[185]
- Dionysos - Western sous la neige[186]
- Dead Man Ray - Cago[187]
- Jon Spencer Blues Explosion - Plastic Fang

## 2003
- Early Lines - Pure Health
- Subersive - Antiher[139]
- Cinerama - Cinerama Holiday[188]
- Ring, Cicada - Good Morning Mr. Good[139]
- The Heavils - Heavils[139]
- Original Score - Hell House[139]
- Scout Niblett - I Am[189]
- The Forms - Icarus[190]
- Duenow - If You Could Only See What They Are Doing to You[139]
- Cheer-Accident - Introducing Lemon[191]
- Songs: Ohia - Magnolia Electric Co.[192]
- Petpito- Migrante[139]
- Dysrhythmia - Pretest[193]
- The Frames - Roads Outgrown[139]
- Nina Nastasia - Run to Ruin[194]
- Sonna - Smile and the World Smiles With You[195]
- Cheap Trick - Special One[139]
- The Desert Fathers - Spirituality[196]
- F-Minus - Sweating Blood[197]
- Transit Belle - Transit Belle[197]
- F-Minus - Wake Up Screaming[198]
- Rope, Widow's First Dawn [199]
- Various artists - Wig in a Box[197]
- Federation X - X Patriot[200]
- Purplene - Purplene[197]
- The Hidden - Hymnal EP
- Red Swan - Michigan Blood Games
- 12Twelve - Speritismo[201]
- Chevreuil - Chateauvallon [197]
- Whitehouse - Bird Seed (2003) (piste Bird Seed uniquement)
- A Whisper In The Noise - Through The Ides Of March
- Berkeley - Hopes, Prayers and Bubblegum
- The Breeders - "Off You"[202]
- Electrelane - On Parade[139]

## 2004
- Yourcodenameis:Milo - All Roads to Fault[197]
- Living Things - Black Skies in Broad Daylight[203]
- Mclusky - The Difference Between Me and You Is That I'm Not on Fire[204]
- Neurosis - Eye of Every Storm[205]
- Bear Claw - Find The Sun[197]
- Nina Nastasia - Dogs [Touch and Go][197]
- Leftöver Crack - Fuck World Trade[206]
- Various artists - How Soon Is Now?: The Songs of the Smiths By...[197]
- Living Things - I Owe[197]
- Silkworm - It'll Be Cool[207]
- Haymarket Riot - Mog[208]
- Various artists - Neurot Recordings[197]
- Various artists - No Depression: What It Sounds Like, Vol. 1[197]
- Shannon Wright - Over the Sun[209]
- 0.22 - Patriots[197]
- Electrelane - The Power Out[197]
- Various artists - TRR50: Thank You[197]
- The Ex - Turn[210]
- Amber - Putting all the pieces together[211]
- La Habitación Roja - Nuevos Tiempos
- Plush - Underfed[197]
- Helmet - Unsung: The Best of Helmet 1991-1997[197]
- Scout Niblett - Uptown Top Ranking[197]
- Valina - Vagabond[212]
- Mono - Walking Cloud and Deep Red Sky, Flag Fluttered and the Sun Shined[213]
- Pixies - Wave of Mutilation: The Best of the Pixies[214]
- Saeta - We Are Waiting All for Hope[197]
- Nirvana - With the Lights Out[215]
- Wrangler Brutes - Zulu[197]
- Bright Channel - Bright Channel[216]
- The Ex - Beautiful Frenzy [217]
- Phillip Roebuck - One-man band

## 2005
- Living Things - Ahead of the Lions[218]
- Electrelane - Axes[219]
- Kash - Beauty Is Everwhere/Kash[197]
- X27 - Antilove[197]
- High on Fire - Blessed Black Wings[220]
- Terry Stamp - Bootlace Johnnie & The Ninety-Nines[197]
- The Ponys - Celebration Castle[221]
- Gogol Bordello - East Infection[222]
- The Hidden - Smash to Ashes[197]
- Gogol Bordello - Gypsy Punks Underdog World Strike[223]
- Wonderful Smith - Hello, It's Wonderful[197]
- Jaks - Here Lies the Body of Jaks[224]
- Scout Niblett - Kidnapped by Neptune[225]
- Luke Haines - Luke Haines Is Dead[197]
- The Patsys - On The 13th Kick[197]
- Make Believe - Shock of Being[226]
- Bellini - Small Stones[227]
- Various artists - For a Decade of Sin: 11 Years of Bloodshot Records[197]
- Magnolia Electric Co - What Comes After the Blues[228]
- Cinerama - Don't Touch That Dial[229]
- The Conformists - Three Hundred[230]
- Spy - Spy
- From Fiction Bloodwork[197]
- Boxes - Bad Blood
- Milemarker - Ominosity'[197]
- Bikini Atoll - Liar's Exit[231]
- Gogol Bordello - Sally / Start Wearing Purple[232]
- Screeching Weasel - Wiggle[233]

## 2006
- Gogol Bordello - Multi Kontra Culti Vs. Irony / East Infection EP[234]
- Jinx Titanic - Stuporstardom!
- The Cape May - Glass Mountain Roads[197]
- Cougars - Pillow Talk
- Sparklejet - "Beyond the Beyond"[197]
- Die! Die! Die! - Die! Die! Die![235]
- Two Minute Warning - Short Stories On Super-Eight
- Mise en Place - Innit
- Mono - "You Are There"[236]
- New Grenada - "Modern Problems"[197]
- Zao - The Fear Is What Keeps Us Here[237]
- Joanna Newsom - Ys[238]
- 12Twelve - L'Univers[239]
- Nina Nastasia - On Leaving[240]
- The Time Of The Assassins - Awake In Slumberland
- Pansy Division - Essential Pansy Division[197]
- The Hidden - "Winged Wolves"
- Made Out of Babies - Coward[241]
- Marty Casey and Lovehammers - Marty Casey and Lovehammers[242]
- Walking Bicycles - Disconnected[197]
- Cheap Trick - Rockford[112]
- Born Again Floozies - 7 Deadly Sinners[197]
- Living Things - Bom Bom Bom (single)
- Phillip Roebuck - Fever Pitch[197]
- Chevreuil - (((Capoëira)))[243]
- Chevreuil - Science
- Magnolia Electric Co - Fading Trails[197]
- The Sadies - Live Vol.1[197]
- Various artists - Gypsy Garden, Vol. 2[197]
- Gasoline Heart - You Know Who You Are[197]
- This Moment in Black History - It Takes a Nation of Assholes[197]
- Tortoise - A Lazarus Taxon[197]
- Oxbow - Love That's Last: A Wholly Hypnographic and Disturbin[197]
- Various artists - MTV2 Headbanger's Ball: The Revenge[197]
- Electrelane - Singles, B-Sides & Live[197]
- The Slow Signal Fade - Steady[197]
- Uzeda - Stella[197]
- Various artists - TRR100: Thankful[197]

## 2007
- Second Echo - Second Echo[244]
- The Stooges - The Weirdness (2007)[245]
- Fun - Zu-Pa[246]
- Orchid Trip - Orchid Trip[247]
- Alamos - 0000Captain Indifferent says, "Whatever"[248]
- Neurosis - Given to the Rising[197]
- Various artists - Endless Highway: The Music of The Band[197]
- Chingalera - In the shadow of the black palm tree[249]
- The Forms - Forms[197]
- Moutheater - Lot Lizard 7"
- stuffy/the fuses - Angels Are Ace
- Hot Little Rocket, How to Lose Everything[239]
- Born Again Floozies - Novelties, Addenda and Ephemera[239]
- Steve Albini -Italia[239]
- Shellac - Excellent Italian Greyhound
- Weedeater - God Luck and Good Speed[250]
- A Whisper In The Noise - Dry Land[251]
- Nina Nastasia & Jim White - You Follow Me[252]
- Om - Pilgrimage (2007)[253]
- Scout Niblett - This Fool Can Die Now[254]
- The Judas Goats- Cold Creases E.P.
- Stinking Lizaveta- Scream of the Iron Iconoclast'[255]
- One Tree Hill - Music from the Television Series, Vol[239]
- Horsehead - The Complete Studio Recordings[256]
- Mono - Gone: A Collection of EP's 2000-2007[197]
- Spitting Off Tall Buildings - Good Night and Good Luck[197]
- Bear Claw - Slow Speed: Deep Owls[239]
- Magnolia Electric Co - Sojourner[239]
- Experience  - Nous (en) sommes encore là[257]

## 2008
- The Breeders - Mountain Battles[258]
- My Disco - Paradise[259]
- Nina Nastasia - What She Doesn't Know[260]
- Avenging Force - Avenging Force[239]
- Mclusky - That Man Will Not Hang[239]
- Burnt Sienna - Tijuana Folk Songs[239]
- Various artists - Uncut: The Playlist October 2006[239]
- Stella Peel - "Stella Peel"
- Scott Weiland (deuxième album sans titre)[261]
- Over Vert - "Gagging and Swallowing"
- Room 101 - "The Pitch"
- Trash Talk -"Trash Talk"
- The Wedding Present - El rey
- 54-71 - "I'm not fine thank you, and you?"
- Vitamin X - Full Scale Assault[262]
- Esquimaux - Tiger[263]
- Ranheim  - I Don't Like The Smiths EP
- Ranheim  - Norwegian Wood

## 2009
- Mono - Hymn to The immortal Wind[264]
- Manic Street Preachers - Journal for Plague Lovers[265]
- Jarvis Cocker - Further Complications[266]
- Om, God Is Good[267],[268]

## 2010
- The Ex, Catch my Shoe

## 2012
- Cloud Nothings, Attack On Memory
- H-Burns, Off the Map
- Hugh Cornwell, Totem and Taboo

## 2014
- Blind Butcher, Albino
- Memento, Mountain Bike